# Jaime II de Aragón
Jaime II de Aragón, el Justo (Valencia, 10 de abril de 1267-Barcelona, 2 de noviembre de 1327) fue rey de Aragón, de Valencia y conde de Barcelona entre 1291 y su muerte, y rey de Sicilia entre 1285 y 1302. Ostentó los títulos honoríficos de Portaestandarte, Almirante y Capitán General de la Santa Iglesia Católica.

## Biografía
Nacido en 1267 como segundo hijo de Pedro III de Aragón y de su esposa Constanza II de Sicilia, de su madre heredó el reino de Sicilia en 1285. Derrotó a su competidor Carlos de Anjou, cuyas fuerzas navales fueron deshechas en más de un encuentro por el almirante Roger de Lauria, nacido en la Basilicata italiana y al servicio de Jaime II. Conquistó parte de Calabria y las islas del golfo de Nápoles. 
En 1291, al morir sin descendencia su hermano el rey Alfonso III, recibió también la Corona de Aragón, y se alió con el rey de Castilla con una alianza matrimonial casándose con la hija de este, Isabel de Castilla. Dicha unión fue solo civil al ser frustrada por el papa a causa de la consanguinidad de los prometidos. No tuvo descendencia dicho matrimonio dado que no llegó a consumarse; la novia en el momento de la boda tenía ocho años de edad. Tras la muerte de su suegro, el rey Sancho IV de Castilla en 1295, este primer matrimonio del monarca aragonés quedó definitivamente anulado. 
Intentó obtener una alianza con el sultán Khalil en 1292, pero al disminuir las amenazas exteriores, la dejó sin ratificar.
En 1296 iniciaría una contienda con Castilla, aprovechando la minoría de edad de Fernando IV y los conflictos entre sus regentes, sin declaración de guerra, para conquistar el reino de Murcia. La primera ciudad en caer sería Alicante en el 22 de abril, y tras ella Elche, Orihuela, Guardamar del Segura y Murcia. En 1298 tomaría Alhama de Murcia y Cartagena y el 21 de diciembre de 1300 finalizaba la contienda con la conquista de Lorca. Por la Sentencia Arbitral de Torrellas (1304) y el Tratado de Elche (1305) se firmaría la paz con Castilla, devolviéndole la mayor parte del reino de Murcia a excepción de los territorios al norte del río Segura, quedando las comarcas de Alicante, Orihuela y Elche en posesión del reino de Valencia
Su dominio sobre Sicilia había sido contestado por el Papado y los Anjou, por lo que Jaime II se avino finalmente a ceder la isla al papa a cambio de los derechos sobre Córcega y Cerdeña y la cesión de la isla de Menorca a Jaime II de Mallorca, por el Tratado de Anagni (1295). Sin embargo, su hermano menor Fadrique o Federico, al que había nombrado gobernador de Sicilia, se negó a abandonar el dominio de la isla y resistió eficazmente la campaña militar de Jaime II para arrebatársela aunque finalmente fue derrotado en 1299. Ese mismo año se reforzó el pacto mediante la boda de Jaime II con Blanca de Anjou, hija de Carlos de Anjou.
Federico fue reconocido como rey de Sicilia por la paz de Caltabellota (1302). 
Terminada aquella contienda, Jaime conquistó Cerdeña (1323-1325), que quedó así incorporada a la Corona de Aragón, a pesar de la oposición de las repúblicas de Génova y Pisa y de múltiples rebeliones locales posteriores. 
Esta política de expansión en el Mediterráneo se completó con un acuerdo con Castilla para repartirse las respectivas zonas de influencia en el norte de África. Para ello selló una alianza con Sancho IV (las Vistas de Monteagudo, 1291), quien  ayudó a la Corona de Aragón a intensificar su presencia en Túnez, Bugía y Tremecén a cambio del correspondiente apoyo contra los franceses.
Jaime II organizó también una expedición a Oriente bajo el mando de Roger de Flor, concebida para librar al reino de la presencia de las peligrosas compañías militares conocidas como los «almogávares» (1302).
Intentó rescatar a los templarios peninsulares (especialmente a fray Dalmau de Rocabertí, submariscal de la orden) caídos en la expugnación de la isla y fortaleza de Arwad (septiembre de 1302). Para ello, envió una serie de embajadas, las primeras (1304-1305 y 1306-1307) llevadas a cabo por Eymeric de Usall, que llegó a traer consigo a Barcelona al "ustadar" (una especie de primer ministro de temas económicos y militares en Egipto) Fakhr al-Dihn. Consiguió su libertad en 1315, y fray Dalmau murió en 1326 en el Monasterio de Santa María de Vilabertrán. Otras embajadas de don Jaime pidieron, sin éxito, el Santo Grial y el Lignum Crucis al sultán Muhammad al-Nasir. 
En 1312 Felipe IV de Francia conmina a Jaime II a extinguir la Orden del Temple en su Reino, pero no teniendo queja el rey aragonés del comportamiento de los Templarios, (recordemos que Alfonso I el Batallador les había legado en testamento todo el Reino, aunque finalmente no prosperó dicha cesión), se niega en principio a actuar contra ellos, aunque instado a ello por el papa, no tiene más remedio que prenderlos, si bien no los condena sin la celebración de juicio previo, resultado del cual se les declara inocentes en los términos que expresa el acta del mismo:

«Por lo que, por definitiva sentencia, todos y cada uno de ellos fueron absueltos de todos los delitos, errores e imposturas de que eran acusados, y se mandó que nadie se atreviese a infamarlos, por cuanto en la averiguación hecha por el concilio fueron hallados libres de toda mala sospecha: cuya sentencia fue leída en la capilla de Corpus-Christi del claustro de la iglesia metropolitana en el día 4 de noviembre de dicho año de 1312 por Arnaldo Gascón, canónigo de Barcelona, estando presentes nuestro arzobispo y los demás prelados que componían el concilio.»

Jaime II dio su apoyo a las propuestas de fray Ramon Llull sobre la recuperación de Tierra Santa (proyecto Rex Bellator). Su hijo primogénito, el infante don Jaime, renunció a la corona y vistió el hábito blanco con la cruz roja, seguramente con la esperanza de llegar a ser «la espada de la cristiandad».
También la fracasada cruzada de Almería en 1309, a la que ayudó Arnau de Vilanova con sus consejos de sanidad y medicina, se enmarca, junto con la fugaz toma de Ceuta, en la estrategia de Llull del libro De Fine (1305).
Con respecto a su política peninsular:
- En las cortes de Zaragoza de 1300 Jaime II de Aragón dictaminó que Ribagorza pertenecía a Aragón y que sus límites estaban en la clamor de Almacellas. Aunque en las cortes de Barcelona de 1305 se protestó esta situación, Jaime II el Justo, tras pedir un informe al Justicia Jimeno Pérez de Salanova, confirmó que Ribagorza se incluía en Aragón.[4]
- Consolidó la Corona de Aragón al declarar la unión indisoluble entre los reinos de Aragón y Valencia y el condado de Barcelona (1319).
- Obtuvo el vasallaje de los reyes de Mallorca (miembros de la casa real aragonesa).
- Recuperó el Valle de Arán.
- Reforzó la posición de la Corona sometiendo a la nobleza con el apoyo de las ciudades.
- Hizo avanzar la frontera del reino de Valencia a costa del de Murcia, aprovechando la intervención en las disputas sucesorias castellanas (1304).
- Reforzó la defensa del flanco sur frente a los musulmanes creando para ello la orden militar de Montesa (1317), aprobada por el papa Juan XXII en 1317, con el fin de luchar contra los musulmanes.
- Fundó en 1300 la Universidad de Lérida y en 1305 el Consejo (actual Senado) en Crevillente.
- Dirige el fracasado asedio a Almería en 1309.
- Al final de su reinado, en 1325, las Cortes reunidas en Zaragoza acordaron la supresión del tormento.

## Sepultura

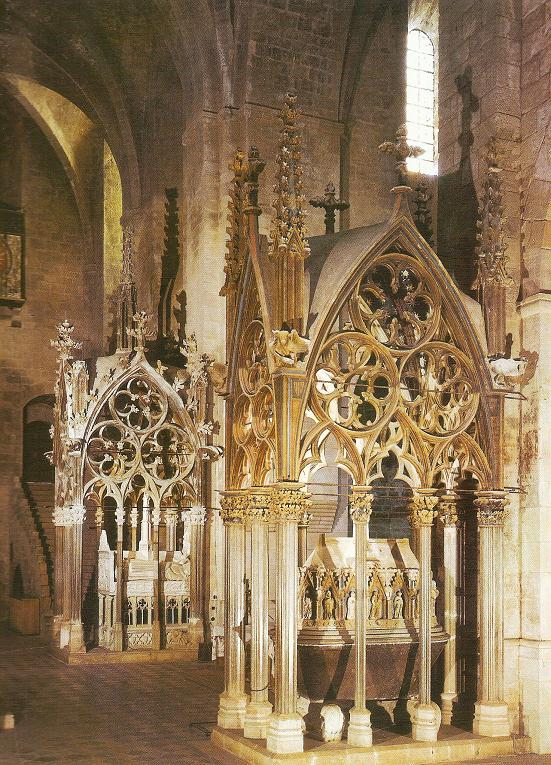
En primer plano la tumba del rey Pedro III y en segundo plano el del rey Jaime II, en el monasterio de Santes Creus.

En su testamento otorgado en Barcelona el 28 de mayo de 1327, Jaime II ordenó la erección de la tumba de su padre, el rey Pedro, en el monasterio de Santes Creus, al mismo tiempo que disponía la creación de la suya y de su segunda esposa, Blanca de Anjou, fallecida en 1310. Se dispuso que los sepulcros se hallaran cobijados, como así se hizo, bajo baldaquinos labrados en mármol blanco procedente de las canteras de San Feliu, cerca de Gerona. Cuando el rey Jaime II dispuso la creación de su propio sepulcro, tomó como modelo el sepulcro de su padre. 
En el mausoleo de Jaime y Blanca, ejecutado por Bertrán Riquer entre 1313 y 1315, ambos difuntos tienen estatua yacente sobre sus sepulcros, labradas en mármol, a diferencia del de Pedro III. Rey y reina aparecen vestidos con el hábito cisterciense. Cada una de las efigies de los monarcas ocupa todo el plano en declive que forma la cubierta del sepulcro, ejecutada en mármol, que cubre la urna de alabastro donde se encuentran los restos de los monarcas.  
El epitafio del rey Jaime II se halla enfrente de su sepulcro y dice así:

HONORATUR HAC TUMBA QUI SIMPLICITATE COLUMBA

EST IMITATUS REX JACOBUS HIC TUMULATUS,

REX ARAGONENSIS COMES ET DUX BARCINONENSIS,

MAYORICENSIS REX NEC NON CICILIENSIS:

MORIBUS ET VITA CONSORS SUA BLANCA MUNITA,

ILLUSTRI NATA CARULO SIMUL HIC TUMULATA.

NEC FUIT HIC SEGNIS IN SUBDENDIS SIBI REGNIS,

SUBDITA SUNT JAMQUE SIBI MURCIA SARDINIAQUE,

FLORUIT HIC QUINQUE REGNIS TEMPUS UTRIUMQUE,

RESTITUIT GRATIS TRIA JUS SERVANS DEITATIS,

HIC HUMILIS CORDE PECCATI MUNDUS A SORDE,

MISERICORS MUNDUS ANIMO SERMONE FACUNDUS,

JUDICIS JUSTUS ARMIS BELLOQUE ROBUSTUS,

LAETUS NON MAESTUS VULTU MITISQUE MODESTUS,

DICI PACIFICUS MERUIT QUIA PACIS AMICUS,

REGNA TENET COELI DOMINO TESTANTE FIDELI,

CUM SE COLLEGIT HABITUM CISTERCIENSEM PRAE ELEGIT,

QUI CUNCTA REGIT PARCAT QUAE NESCIUS EGIT.

DEFECIT MEMBRIS SECUNDA NOCTE NOVEMBRIS,

ANNO MILLENO CENTUM TER BIS QUOQUE DENO

SEPTENOQUE PIA SIBI SISTAT DEXTERA VIRGO MARIA. AMEN

En diciembre de 1835, durante la Primera Guerra Carlista, tropas gubernamentales integradas por la Legión Extranjera Francesa (procedente de Argelia) y varias compañías de migueletes se alojaron en el monasterio de Santes Creus, causando numerosos destrozos en el mismo, profanando las tumbas reales de Jaime II y su esposa y quemando sus restos, aunque parece que algunos permanecieron en el sepulcro. La momia de la reina Blanca fue arrojada a un pozo de donde fue sacada en 1854. El sepulcro de Pedro III, a causa de la solidez de la urna de pórfido utilizada para albergar los regios despojos, impidió que sus restos corrieran igual suerte.

## Matrimonios y descendencia
Elaboró una política de enlaces matrimoniales con la familia real castellana, pero no dio los resultados esperados. La hija de Sancho IV formaba parte del trato y, pese a sus ocho años de edad, fue enviada a Aragón para ser casada con Jaime II, pero tres años más tarde fue devuelta a Castilla, pues el papa Bonifacio VIII no concedió la dispensa matrimonial.
Tuvo tres hijos ilegítimos de dos amantes diferentes en Sicilia: 
De Berolda de Mileto tuvo dos gemelos: 
- Sancho (1287-1288/89), muerto con un año de edad.
- Napoleón (1287-¿?),  fue reconocido y fue usado principalmente como mensajero y embajador ante los reinos norteafricanos, tras la muerte de su padre se asentó en Cerdeña[5]

De Lucrecia de Mazzara del Vallo:
- Jaime (1291-¿?), tras ser reconocido ejerció principalmente como mensajero y embajador de su padre en los reinos norteafricanos y tras la muerte del rey se asentó en Cerdeña junto a su medio hermano.[5]

Se casó cuatro veces: con Isabel de Castilla, Blanca de Anjou, María de Chipre y Elisenda de Moncada. Sólo tuvo descendencia con su segunda esposa, Blanca de Anjou, naciendo diez hijos de dicho matrimonio: 
- Jaime de Aragón (1296-1334), que renunció a sus derechos reales después de su matrimonio con Leonor de Castilla  para ingresar en la Orden de San Juan de Jerusalén.
- Alfonso IV de Aragón (1299-1336), rey de Aragón, rey de Valencia y conde de Barcelona.
- María de Aragón (1299-1347), casada con Pedro de Castilla y, después de enviudar, monja en el Monasterio de Santa María de Sigena.
- Constanza de Aragón (1300-1327), casada con Don Juan Manuel.
- Blanca de Aragón (c. 1301-1348), monja y priora en el Monasterio de Santa María de Sigena.
- Isabel de Aragón (1302-1330), que casó en 1315 con Federico I de Austria.
- Juan de Aragón (1304-1334), arzobispo de Toledo, de Tarragona y patriarca de Alejandría.
- Pedro IV de Ribagorza (1305-1381), conde de Ribagorza, de Ampurias y de Prades.
- Ramón Berenguer I de Ampurias (1308-1364), conde de Prades y señor de la Villa de Elche.
- Violante de Aragón (1310-1353), casada con Felipe, déspota de Romania e hijo de Felipe I de Tarento, y posteriormente con Lope Ferrench de Luna, primer conde de Luna.

| Predecesor: Alfonso III         | Rey de Aragón y Valencia Conde de Barcelona 1291 - 1327      | Sucesor: Alfonso IV  |
| Predecesor: Pedro III de Aragón | Rey de Sicilia (junto a Constanza II de Sicilia) 1285 - 1296 | Sucesor: Federico II |